# Ragazzo che soffia bolle di sapone
Ragazzo che soffia bolle di sapone (Les bulles de savon) è un dipinto a olio su tela (100,5x81,4 cm) realizzato nel 1867 dal pittore pre-impressionista francese Édouard Manet. La tela è conservata al Museu Calouste-Gulbenkian di Lisbona.

## Descrizione
L'opera rappresenta il figlio naturale dell'artista, Léon Koelin-Leenhoff, all'epoca quindicenne, e si inserisce pertanto nella serie di ritratti che lo rappresentano, come Ragazzo con spada e Colazione nell'atelier.
Il giovinetto è qui effigiato mentre si diverte a formare bolle da una scodella contenente acqua e sapone.

## Storia
Il quadro venne acquistato dal caro amico e collezionista d'arte Albert Hecht. L'opera successivamente venne lasciata in eredità ad Emmanuel Pontremoli e alla figlia Suzanne Hecht Pontremoli. In seguito alla morte di questi ultimi, avvenuta nel 1956 il quadro passò a una loro parente, Mathilde Pontremoli.